# Craugastor occidentalis
Craugastor occidentalis is een kikker uit de familie Craugastoridae. De soort werd voor het eerst wetenschappelijk beschreven door Edward Harrison Taylor in 1941. Oorspronkelijk werd de wetenschappelijke naam Eleutherodactylus occidentalis gebruikt. De soort was al eerder beschreven als Borborocoetes mexicanus en later Eleutherodactylus mexicanus, maar deze namen werden als ongeldig verklaard.
De kikker komt voor in delen van Midden-Amerika en leeft endemisch in Mexico in de staten Sinaloa, Nayarit, Jalisco en Michoacan.